# Petrovići, Podgorica
Petrovići este un sat din municipiul Podgorica, Muntenegru. Conform datelor de la recensământul din 2003, localitatea are 41 de locuitori (la recensământul din 1991 erau 51 de locuitori).

## Demografie
În satul Petrovići locuiesc 39 de persoane adulte, iar vârsta medie a populației este de 54,5 de ani (46,6 la bărbați și 61,4 la femei). În localitate sunt 19 gospodării, iar numărul mediu de membri în gospodărie este de 2,16.
|  |

| Demografie | Demografie | Demografie |
| An         | Locuitori  | Locuitori  |
| ---------- | ---------- | ---------- |
|            |            |            |
|            |            |            |
|            |            |            |
|            |            |            |
| 1948       | 237        |            |
| 1953       | 231        |            |
| 1961       | 218        |            |
| 1971       | 162        |            |
| 1981       | 138        |            |
| 1991       | 51         | 51         |
| 2003       | 41         | 41         |

| \| Componența etnică conform recensământului din 2003[2] \| Componența etnică conform recensământului din 2003[2] \| Componența etnică conform recensământului din 2003[2] \| Componența etnică conform recensământului din 2003[2] \| Componența etnică conform recensământului din 2003[2] \| \| ----------------------------------------------------- \| ----------------------------------------------------- \| ----------------------------------------------------- \| ----------------------------------------------------- \| ----------------------------------------------------- \| \| \| \| \| \| \| \| Muntenegreni \| Muntenegreni \| \| 28 \| 68,29% \| \| Sârbi \| Sârbi \| \| 12 \| 29,26% \| \| Croați \| Croați \| \| 1 \| 2,43% \| \| necunoscută \| necunoscută \| \| 0 \| 0% \| |              |  |    |        |
| Componența etnică conform recensământului din 2003 |              |  |    |        |
| |              |  |    |        |
| Muntenegreni | Muntenegreni |  | 28 | 68,29% |
| Sârbi | Sârbi        |  | 12 | 29,26% |
| Croați | Croați       |  | 1  | 2,43%  |
| necunoscută | necunoscută  |  | 0  | 0%     |